# Cătrunești
Cătrunești – wieś w Rumunii, w okręgu Jałomica, w gminie Sinești. W 2011 roku liczyła 660 mieszkańców.